# Arcidiocesi di Scarpanto
L'arcidiocesi di Scarpanto (in latino Archidioecesis Carpathiensis) è una sede soppressa e una sede titolare della Chiesa cattolica con il titolo di Carpathus.

## Storia
Scarpanto, isola del mare Egeo, è un'antica sede vescovile greca della provincia ecclesiastica delle Cicladi nel patriarcato di Costantinopoli. Assieme a Caso, la sede di Scarpanto costituisce oggi una delle metropolie ortodosse del Dodecaneso, sottoposte al patriarcato ecumenico di Costantinopoli (Ἱερὰ Μητρόπολις Καρπάθου καὶ Κάσου).
Durante l'epoca delle crociate, l'isola di Scarpanto fu sede di una diocesi di rito latino, della quale sono documentati vescovi nel XIV secolo e la prima metà del XV, quando l'isola fu conquistata dagli Ottomani. Le Provinciales dell'epoca inseriscono questa sede fra le suffraganee dell'arcidiocesi di Candia.
Scarpanto è annoverata tra le sedi arcivescovili titolari della Chiesa cattolica con il nome di Carpanto; la sede non è più assegnata dal 15 gennaio 1979. Fino al 1929 la sede era un titolo vescovile.

## Cronotassi

### Vescovi
- Niccolò Zenetro, O.E.S.A. † (prima del 1307 - 1326 deceduto)
- Niccolò da Machilone, O.F.M. † (26 maggio 1326 - ?)
- Niccolò Sorbole, O.Carm. † (? - 25 settembre 1368 deceduto)
- Domenico da Fermo, O.E.S.A. † (6 aprile 1373 - ?)
- Niccolò d'Abramo, O.P. † (19 novembre 1399 - ? deceduto)
- Stefano da Fermo, O.E.S.A. † (1º febbraio 1406 - ?)
- Stefano Doimo de Blasi † (15 ottobre 1408 - ?)

### Vescovi e arcivescovi titolari
- José de Jesús Fernández y Barragán † (11 novembre 1921 - 31 ottobre 1928 deceduto)
- Giuseppe Lagumina † (15 luglio 1929 - 5 maggio 1931 deceduto)
- Stanisław Gall † (16 febbraio 1933 - 11 settembre 1942 deceduto)
- Franz Kamprath † (4 maggio 1944 - 8 aprile 1952 deceduto)
- Nicolás Eugenio Navarro † (23 aprile 1952 - 6 novembre 1960 deceduto)
- Jean-Baptiste Urrutia, M.E.P. † (24 novembre 1960 - 15 gennaio 1979 deceduto)